# ایونینتاون (کانزاس)
ایونینتاون (به انگلیسی: Uniontown) شهری در ایالت کانزاس کشور ایالات متحده آمریکا است که جمعیت آن در سرشماری سال ۲۰۱۰ میلادی، ۲۷۲ نفر بوده‌است.